# トガマムシ科
トガマムシ科（トガマムシか、Rhachiberothidae）は、アミメカゲロウ目に属する昆虫の科。カマキリに類似した鎌状の前脚を持つ完全変態昆虫である。

## 概要
トガマムシ科はアミメカゲロウ目の小さい分類群で、カマキリモドキ科、ケカゲロウ科、そして中生代白亜紀の絶滅科であるDipteromantispidaeと共にカマキリモドキ上科を構成する（Dipteromantispidaeは上科不明であったが、雄交尾器形態の特徴からカマキリモドキ上科に属すると考えられるようになった）。トガマムシ科の現生種はHoelzeliella属（1種）、Mucroberotha属（７種）、Rhachiberotha属（５種）、Rhachiella属（1種）の4属14種が記載されているにすぎない。また分布域も限られておりアフリカ大陸のサハラ砂漠以南、特に南部に遺存的に分布している。
一方、トガマムシ科の化石はアメリカ、カナダ、日本、バルト海、フランス、ミャンマー、レバノンの世界各地の琥珀から複数見つかっており、中生代白亜紀から新生代第三紀にかけて、2024年6月時点で22属29種1不明種が記録されている。このように、現生種よりも絶滅種の方が多く記載されているのもこの科の特徴である。また、トガマムシ科はトガマムシ亜科（Rhachiberothinae）とトゲズネトガマムシ亜科（Paraberothinae）に分類され、現生種4属14種は全てトガマムシ亜科に含まれる。トゲズネトガマムシ亜科は中生代白亜紀の化石種で構成される。なお、トガマムシ亜科およびトゲズネトガマムシ亜科は、同じカマキリモドキ上科に属するケカゲロウ科の亜科とされることもあるが、遺伝子解析や化石の再調査などによる近年の研究によりトガマムシ科は独立した科として扱われている。

## 分類
トガマムシ科は形態的特徴からトガマムシ亜科（Rhachiberothinae Tjeder, 1959）とトゲズネトガマムシ亜科（Paraberothinae Nel et al., 2005）に分類される。
| 形態的特徴                                                     | トガマムシ亜科       | トゲズネトガマムシ亜科          |
| -------------------------------------------------------------- | -------------------- | ------------------------------- |
| 前脚跗節の数                                                   | オスは4節、メスは5節 | 雌雄ともに5節                   |
| 前脚脛節内側の棘                                               | 無                   | 少なくとも2本以上（通常は多い） |
| 後亜前縁脈（ScP）と前径脈（RA）                                | 前翅では融合しない   | 前後翅ともに翅の先端側で融合    |
| 前翅端部における後亜前縁脈（ScP）と径脈（R）間の横脈（2scp-r） | 有                   | 無                              |
| 前翅基部における後径脈（RP）と中脈（M）間の横脈（1r-m）        | やや湾曲する         | 有る場合は直線状                |
| 後翅の後肘脈（CuP）                                            | 基部側の一部が残る   | 翅縁まで完全                    |
| 翅脈の模式図                                                   |                      |                                 |

| 種名                                                   | 分布・年代                                                             |
| ------------------------------------------------------ | ---------------------------------------------------------------------- |
| †Whalfera venatrix (Whalley, 1983)                     | バルト海沿岸、バルト琥珀、新生代第三紀始新世ルテシアン期、約4400万年前 |
| †Whalfera wiszniewskii Makarkin et Kupryjanowicz, 2010 | バルト海沿岸、バルト琥珀、新生代第三紀始新世ルテシアン期、約4400万年前 |
| Hoelzeliella manselli Aspöck et Aspöck, 1997           | 南アフリカ                                                             |
| Mucroberotha aethiopica Aspöck et Mansell, 1994        | エチオピア                                                             |
| Mucroberotha angolana Aspöck et Mansell, 1994          | アンゴラ                                                               |
| Mucroberotha copelandi Aspöck et Aspöck, 1997          | ケニア、タンザニア                                                     |
| Mucroberotha fasciata Tjeder, 1959                     | ジンバブエ                                                             |
| Mucroberotha minteri Aspöck et Mansell, 1994           | ジンバブエ、ナミビア                                                   |
| Mucroberotha nigrescens Tjeder, 1968                   | ジンバブエ                                                             |
| Mucroberotha vesicaria Tjeder, 1968                    | ジンバブエ、ナミビア、南アフリカ                                       |
| Rhachiberotha ingwe Aspöck et Mansell, 1994            | 南アフリカ                                                             |
| Rhachiberotha pulchra Aspöck et Aspöck, 1997           | ナミビア、南アフリカ                                                   |
| Rhachiberotha sheilae Aspöck et Mansell, 1994          | 南アフリカ                                                             |
| Rhachiberotha signifera Tjeder, 1959                   | ジンバブエ                                                             |
| Rhachiberotha smithersi Tjeder, 1959                   | ジンバブエ                                                             |
| Rhachiella malawica Aspöck et al., 2020                | マラウイ                                                               |

| 種名                                                  | 分布・年代                                                                        |
| ----------------------------------------------------- | --------------------------------------------------------------------------------- |
| †Chimerhaberotha acrasarii Nel et al., 2005           | レバノン、レバノン琥珀、中生代白亜紀バレミアン期、約1億3000万年前                 |
| †Paraberotha acra Whalley, 1980                       | レバノン、レバノン琥珀、中生代白亜紀バレミアン期、約1億3000万年前                 |
| †Raptorapax terribilissima Petrulevičius et al., 2010 | レバノン、レバノン琥珀、中生代白亜紀バレミアン期、約1億3000万年前                 |
| †Spinoberotha mickaelacrai Nel et al., 2005           | レバノン、レバノン琥珀、中生代白亜紀バレミアン期、約1億3000万年前                 |
| †Alboberotha petrulevicii Nel et al., 2005            | フランス、シャラント琥珀（Charentese amber）、中生代白亜紀アルビアン期、約1億年前 |
| †Acanthoberotha cuspis Nakamine et al., 2020          | ミャンマー、ミャンマー琥珀、中生代白亜紀セノマニアン期、約9900万年前              |
| †Astioberotha falcipes Nakamine et al., 2020          | ミャンマー、ミャンマー琥珀、中生代白亜紀セノマニアン期、約9900万年前              |
| †Astioberotha coutreti Jouault, 2022                  | ミャンマー、ミャンマー琥珀、中生代白亜紀セノマニアン期、約9900万年前              |
| †Creagroparaberotha groehni Makarkin, 2015            | ミャンマー、ミャンマー琥珀、中生代白亜紀セノマニアン期、約9900万年前              |
| †Creagroparaberotha cuneata Nakamine et al., 2020     | ミャンマー、ミャンマー琥珀、中生代白亜紀セノマニアン期、約9900万年前              |
| †Eorhachiberotha burmitica Engel, 2004                | ミャンマー、ミャンマー琥珀、中生代白亜紀セノマニアン期、約9900万年前              |
| †Micromantispa cristata Shi et al., 2015              | ミャンマー、ミャンマー琥珀、中生代白亜紀セノマニアン期、約9900万年前              |
| †Micromantispa galeata Nakamine et al., 2020          | ミャンマー、ミャンマー琥珀、中生代白亜紀セノマニアン期、約9900万年前              |
| †Micromantispa spicata Nakamine et al., 2020          | ミャンマー、ミャンマー琥珀、中生代白亜紀セノマニアン期、約9900万年前              |
| †Paraberothinae sp.: Engel, 2004                      | ミャンマー、ミャンマー琥珀、中生代白亜紀セノマニアン期、約9900万年前              |
| †Paraberothoides longispina Li, Zhang et Liu, 2023    | ミャンマー、ミャンマー琥珀、中生代白亜紀セノマニアン期、約9900万年前              |
| †Scoloberotha necatrix Engel et Grimaldi, 2008        | ミャンマー、ミャンマー琥珀、中生代白亜紀セノマニアン期、約9900万年前              |
| †Stygioberotha siculifera Nakamine et al., 2020       | ミャンマー、ミャンマー琥珀、中生代白亜紀セノマニアン期、約9900万年前              |
| †Uranoberotha chariessa Nakamine et al., 2020         | ミャンマー、ミャンマー琥珀、中生代白亜紀セノマニアン期、約9900万年前              |
| †Retinoberotha stuermeri Schlüter, 1978               | フランス、ベゾネ琥珀（Bezonnais amber）、中生代白亜紀セノマニアン期、約9800万年前 |
| †Rhachibermissa phenax Engel et Grimaldi, 2008        | アメリカ、ニュージャージー琥珀、中生代白亜紀チューロニアン期、約9200万年前        |
| †Rhachibermissa splendida Grimaldi, 2000              | アメリカ、ニュージャージー琥珀、中生代白亜紀チューロニアン期、約9200万年前        |
| †Kujiberotha teruyukii Nakamine et Yamamoto, 2018     | 日本、久慈琥珀、中生代白亜紀サントニアン期、約8600万年前                          |
| †Albertoberotha leuckorum McKellar et Engel, 2009     | カナダ、カナダ琥珀、中生代白亜紀カンパニアン期、約7300万年前                      |

| 種名                                                | 分布・年代                                                                           |
| --------------------------------------------------- | ------------------------------------------------------------------------------------ |
| †Dicranoberotha liumohanae Li, Zhang et Liu, 2023   | ミャンマー、ミャンマー琥珀、中生代白亜紀セノマニアン期、約9900万年前                 |
| †Dicranoberotha zhangzhiqiae Li, Zhang et Liu, 2023 | ミャンマー、ミャンマー琥珀、中生代白亜紀セノマニアン期、約9900万年前                 |
| †Paradoxoberotha chimaera Nakamine et al., 2021     | ミャンマー、ミャンマー琥珀、中生代白亜紀セノマニアン期、約9900万年前                 |
| †Oisea celinea (Nel et al., 2005)                   | フランス、オワーズ琥珀（Oise amber）、新生代第三紀始新世ヤプレシアン期、約5400万年前 |

## クジコハクトガマムシ

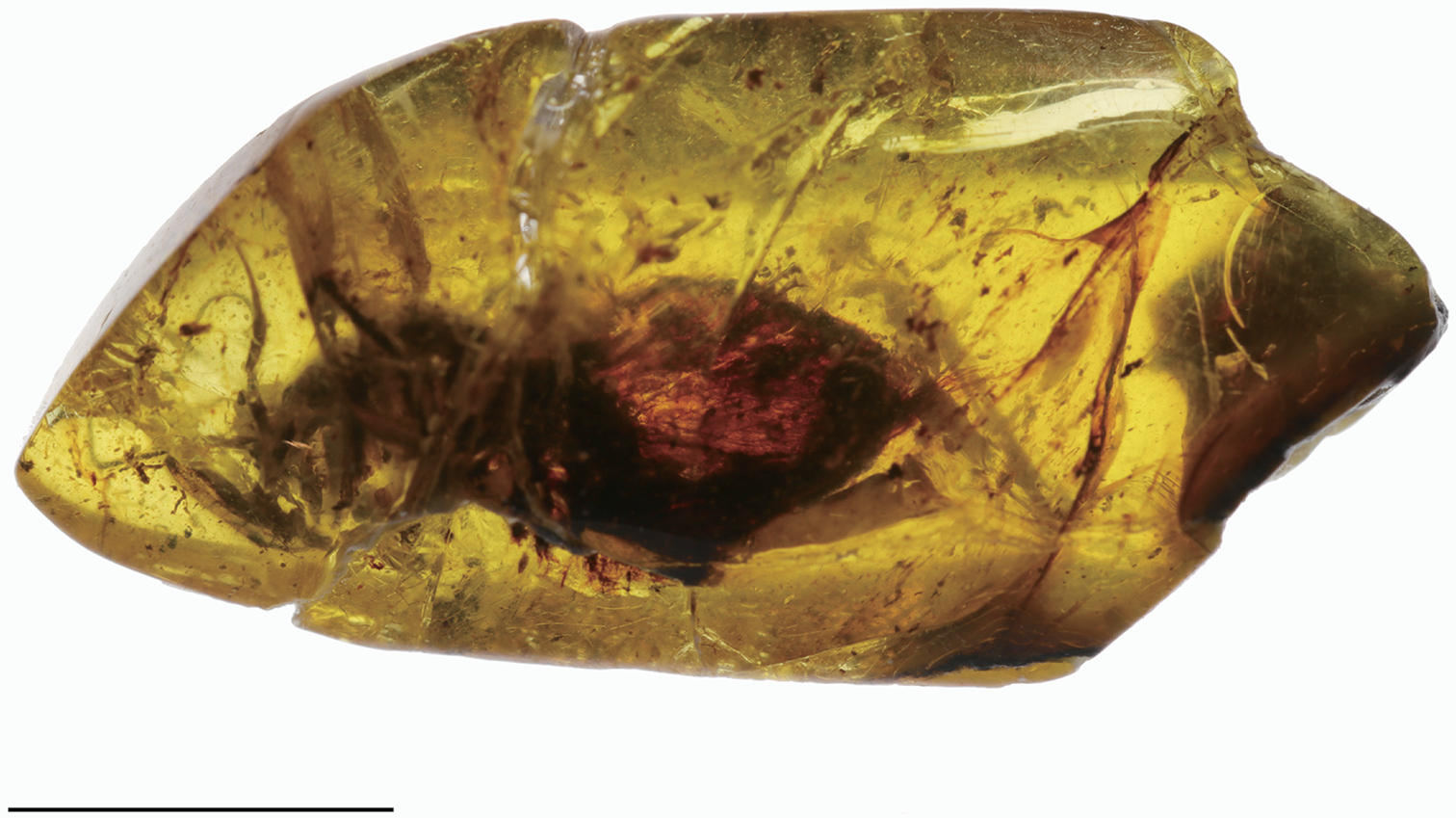
クジコハクトガマムシの模式標本

2006年に岩手県久慈市にある約8,600万年前（白亜紀後期）の地層から久慈琥珀博物館佐々木和久館長（当時）が発見し、その後長らく日本唯一のカマキリの化石だと考えられていた琥珀内の昆虫化石を再調査した結果、トガマムシ科トゲズネトガマムシ亜科の新種の昆虫である事が明らかになり、2018年にZooKeys誌にて記載された。これは絶滅種も含んだ日本および東アジア地域におけるトガマムシ科初の記録である。触角の構造や前脚第一跗節の棘状剛毛の数、前脚腿節の長さなどに他種との差異が認められたことから新種として記載され、「クイベロータ・テルユキイ（Kujiberotha teruyukii）」の学名と「クジコハクトガマムシ」の和名が付けられた。種小名の「テルユキイ（teruyukii）」は、昆虫好きで知られ認知度拡大に貢献している俳優の香川照之にちなんで命名されたものである。属名のKujiberothaの読みは「クジベローサ」として発表されたが、学名に用いられるラテン語では「クイベロータ」と発音するのが正式である。また、トガマムシという和名はこの発見に基づき鋭利な鎌という意味を持つ「利鎌（とがま）」にちなんで名付けられた新称で、九州大学総合研究博物館准教授の丸山宗利博士の発案による。
なお、クジコハクトガマムシは仮面ライダーゼロワンの第1話『オレが社長で仮面ライダー』(2019年9月1日放送)に登場する怪人「ベローサマギア」のモチーフとなった。